# ブッシュ・コンパウンド

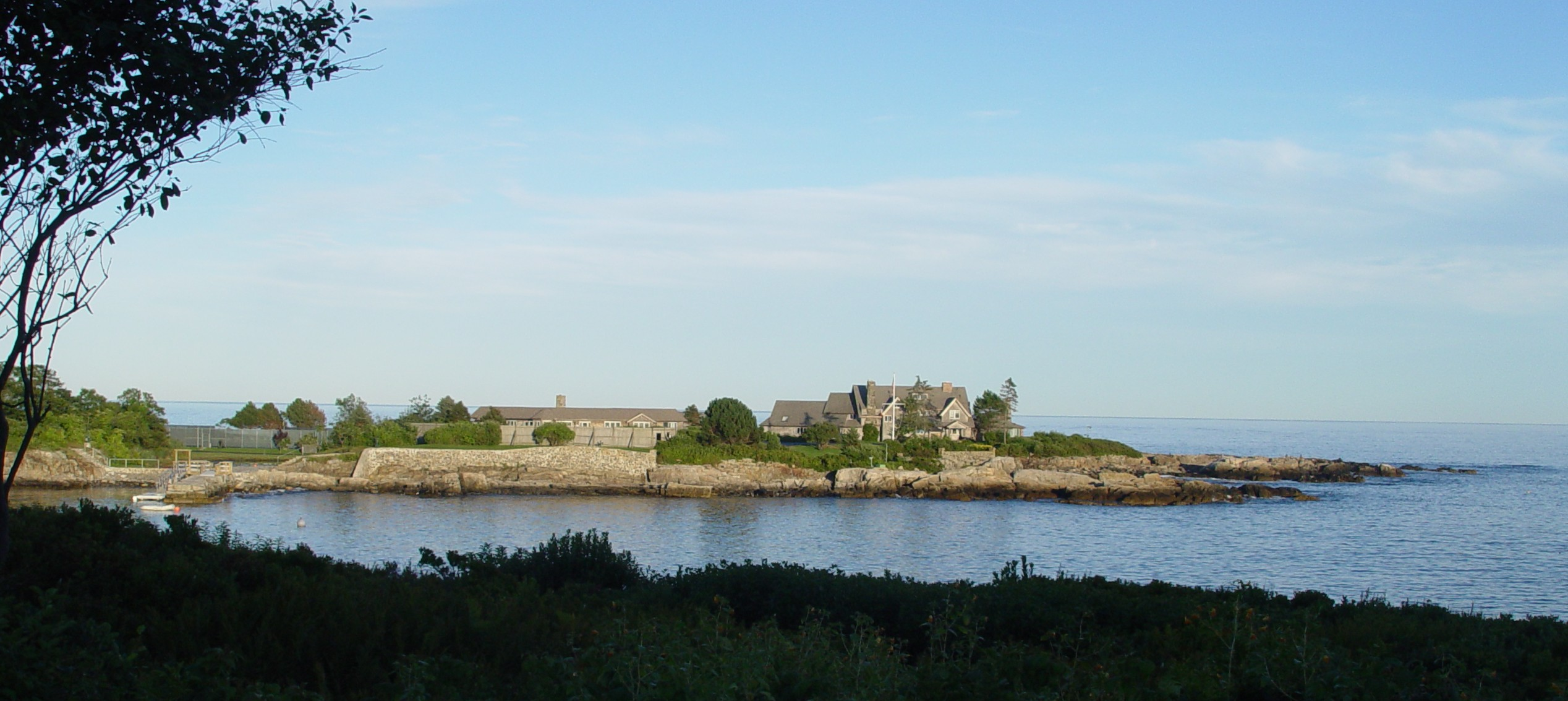
The Walker's Point estate

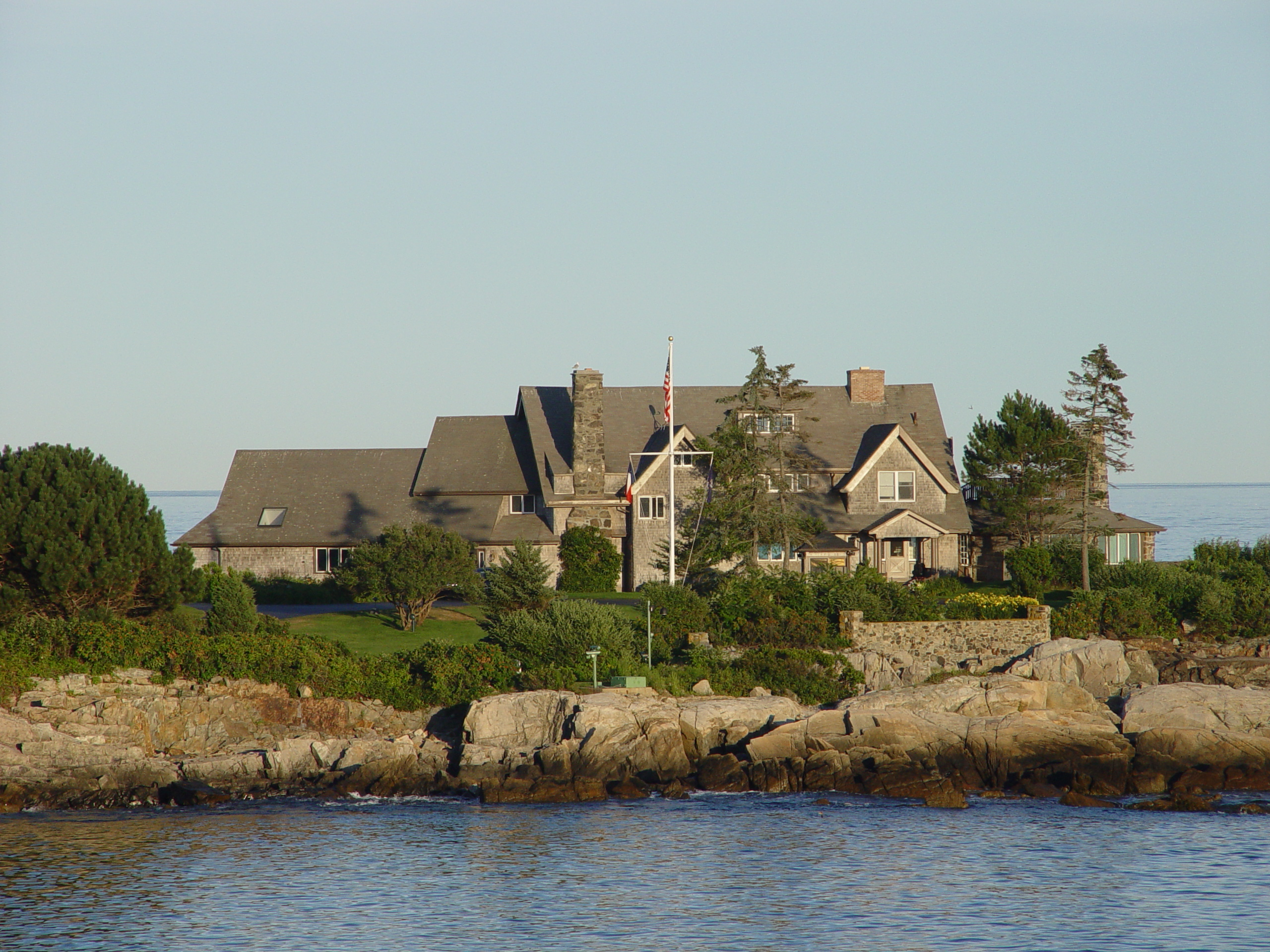
The large central house

ブッシュ・コンパウンド（Bush compound）は、アメリカ合衆国41代大統領ジョージ・H・W・ブッシュの夏の家、ブッシュ家の静養所。
メイン州南部大西洋沿岸の町、Kennebunkport 近郊 Walker's Point に位置する。

## 略史
- 19世紀、セント・ルイスの銀行家、ジョージ・ハーバート・ウォーカーが購入
- 1903年、住居建築
- 彼の娘ドロシー・ウォーカー・ブッシュとドロシーの夫プレスコット・ブッシュに売却
- ジョージ・H・W・ブッシュは子供時代を過ごし、両親から相続。妻バーバラ・ブッシュ、子ジョージ、ジェブ、マーヴィン、ニール、ドロシー、ロビン等と夏を過ごし、結婚式等を行って来た。

- 1991年10月、嵐の為に損壊[1]

## 訪問した人々

### 首脳
- 1991年、イギリス第72代首相 ジョン・メージャー（John Major）
- 1992年、イスラエル第5代首相イツハク・ラビン（Yitzhak Rabin）
- 2007年、ロシア第2代大統領ウラジーミル・プーチン（Vladimir Putin）
- 2007年8月、フランス第6代大統領ニコラ・サルコジ（Nicolas Sarkozy）[2]

### その他
- キリスト教牧師：ビリー・グラハム、ルース・グラハム[3]

## 参照
1. ↑  “3-Story Waves Heavily Damage Bush Vacation Compound in Southern Maine”. The New York Times. (1991年11月1日) 2008年5月8日閲覧。
2. ↑   Associated Press, Bush, Sarkozy pledge close ties. Consulted on August 14, 2007.
3. ↑  “The President Preacher; In Crisis, White House Turns to Billy Graham”. The Washington Post. (1991年1月18日).  オリジナルの2011年5月16日時点におけるアーカイブ。 2007年8月18日閲覧。